# Senhora de Oliveira
Senhora de Oliveira is een gemeente in de Braziliaanse deelstaat Minas Gerais. De gemeente telt 5.873 inwoners (schatting 2009).

## Aangrenzende gemeenten
De gemeente grenst aan Brás Pires, Cipotânea, Lamim, Piranga, Presidente Bernardes en Rio Espera.